# Paulatuk (Nora Aliqatchialuk Ruben) Airport
Paulatuk (Nora Aliqatchialuk Ruben) Airport är en flygplats i Kanada.   Den ligger i territoriet Northwest Territories, i den norra delen av landet, 3 800 km nordväst om huvudstaden Ottawa. Paulatuk (Nora Aliqatchialuk Ruben) Airport ligger 5 meter över havet.